# Station Grom
Station Grom is een spoorwegstation in de Poolse plaats Grom.